# Polaridad (física)
En física, la polaridad es la descripción de un atributo, típicamente un atributo binario (uno con dos valores), o un vector (una dirección). Por ejemplo:
- una carga eléctrica tiene una polaridad positiva o negativa;
- una batería tiene polaridad, con los dos terminales «+» y «-». De manera similar a la carga eléctrica, la energía fluye del terminal positivo, a través de la batería, al terminal negativo, y sale de la celda seca;
- un voltaje tiene una polaridad, en el sentido de que puede ser positivo o negativo (con respecto a otro voltaje, tal como el que se encuentra al otro lado de una batería);
- un imán tiene una polaridad, en el sentido de que uno de los lados es el «Norte» y el otro es el «Sur»;
- el espín de una entidad en mecánica cuántica tiene polaridad positiva o negativa;
- la Luz polarizada tiene ondas las cuales se alinean todas en la misma dirección;
- la polaridad química es una propiedad de los enlaces químicos, donde dos átomos en la misma molécula tiene diferente electronegatividad. Como resultado, los electrones en el enlaces no son compartidos de manera equitativa por los dos átomos. Esto causa un campo eléctrico asimétrico (polar). Enlaces covalentes moleculares puede ser descritos como polares o nopolares. Moléculas enteres también pueden ser descritas como polares;